# LaFayette (Kentucky)
LaFayette è un comune degli Stati Uniti d'America, situato nello Stato del Kentucky, nella contea di Christian.